# Billy Joel/Auszeichnungen für Musikverkäufe

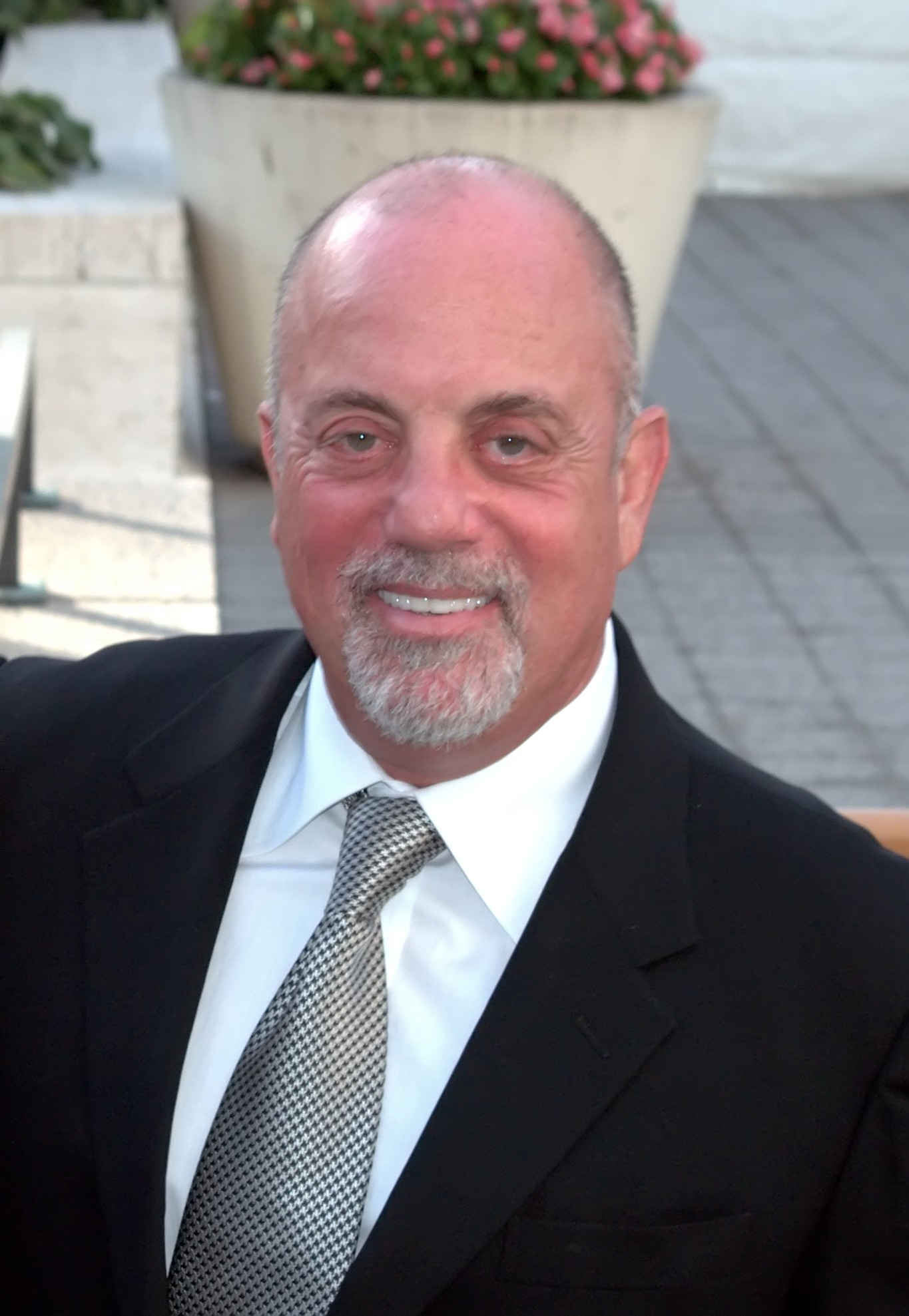
Billy Joel (2009)

Dies ist eine Übersicht über die Auszeichnungen für Musikverkäufe des US-amerikanischen Pop-Rock-Sängers Billy Joel. Die Auszeichnungen finden sich nach ihrer Art (Gold, Platin usw.), nach Staaten getrennt in chronologischer Reihenfolge, geordnet sowie nach den Tonträgern selbst, ebenfalls in chronologischer Reihenfolge, getrennt nach Medium (Alben, Singles usw.), wieder.

## Auszeichnungen
| - Frankreich - 1993: für die Single The River of Dreams - 2001: für die Autorenbeteiligung Uptown Girl (Westlife) - Vereinigtes Königreich - 1979: für die Single My Life (Physisch) - 1984: für die Single Tell Her About It - 1984: für die Single An Innocent Man - 1986: für das Album The Bridge - 1997: für das Album Greatest Hits Volume III - 2018: für das Album The Essential 3.0 - 2022: für die Single Just the Way You Are - 2024: für die Single The River of Dreams - 2024: für die Single It’s Still Rock and Roll to Me - 2024: für die Single The Longest Time - Australien - 1986: für die Single A Matter of Trust - 1997: für das Album Greatest Hits Volume III - 2008: für das Videoalbum Live from the River of Dreams - Dänemark - 2024: für das Lied Vienna - 2024: für das Album The Stranger - 2024: für die Single We Didn’t Start the Fire - 2025: für die Single She’s Always a Woman - Deutschland - 1993: für die Single The River of Dreams - 2022: für die Single Piano Man - 2024: für die Single Uptown Girl - 2024: für die Single We Didn’t Start the Fire - Frankreich - 1979: für die Single Honesty - 1979: für das Album 52nd Street - Hongkong - 1979: für das Album 52nd Street - 1983: für das Album Glass Houses - 1985: für das Album An Innocent Man - Italien - 2024: für die Single Uptown Girl - Japan - 1993: für die Single Honesty - 1994: für das Album 52nd Street - 1995: für das Album The Stranger - 1997: für das Album Greatest Hits Volume III - 2005: für das Album Piano Man: The Very Best of Billy Joel - 2009: für die Single Honesty (Mobile Downloads) - 2010: für das Album The Hits - Kanada - 1979: für die Single My Life - 1984: für die Single Uptown Girl - 1984: für die Single Tell Her About It - 1990: für die Single We Didn’t Start the Fire - 1997: für das Album Greatest Hits Volume III - Mexiko - 2005: für das Album Piano Man: The Very Best of Billy Joel - 2015: für die Single Piano Man - Neuseeland - 1987: für das Album The Bridge - 1993: für die Single The River of Dreams - 1997: für das Album Greatest Hits Volume III - 1997: für das Album Greatest Hits Volume I, II and III - 2001: für die Autorenbeteiligung Uptown Girl (Westlife) - 2021: für die Single The Longest Time - 2021: für die Single Only the Good Die Young - 2023: für die Single Movin’ Out (Anthony’s Song) - 2025: für das Album Piano Man - Niederlande - 1983: für die Single Goodnight Saigon - 1983: für das Album The Nylon Curtain - 1986: für das Album Greatest Hits Volume I and II - 1990: für das Album Storm Front - 1994: für das Album River of Dreams - Norwegen - 1994: für das Album Greatest Hits Volume I and II - 2003: für das Album The Ultimate Collection - Österreich - 1991: für das Album Greatest Hits Volume I and II - 1994: für das Album Storm Front - 1994: für die Single The River of Dreams - Portugal - 2022: für die Single Uptown Girl - Schweden - 1997: für das Album River of Dreams - 2001: für das Album The Ultimate Collection - 2001: für die Autorenbeteiligung Uptown Girl (Westlife) - Vereinigte Staaten - 1986: für das Videoalbum The Video Album I - 1987: für das Videoalbum The Video Album II - 1990: für das Videoalbum Eye of the Storm - 2000: für das Videoalbum Greatest Hits Volume III: The Video - 2000: für das Album 2000 Years – The Millennium Concert - 2002: für das Videoalbum The Essential Video Collection - 2021: für das Album The Hits - 2021: für die Single Allentown - 2021: für die Single Big Shot - 2021: für die Single The Downeaster ‘Alexa’ - 2025: für die Single Honesty - 2025: für die Single A Matter of Trust - 2025: für das Lied Captain Jack - 2025: für die Single And So It Goes - 2025: für die Single Don’t Ask Me Why - 2025: für die Single Pressure - 2025: für die Single The Stranger - Vereinigtes Königreich - 1979: für das Album The Stranger - 1979: für das Album 52nd Street - 1980: für das Album Glass Houses - 2013: für das Videoalbum The Essential Video Collection - 2013: für das Album Greatest Hits Volume 1 & 2 - 2016: für das Album The Essential Billy Joel - 2025: für die Single My Life (Digital) | - Frankreich - 1993: für das Album Greatest Hits Volume I and II - Australien - 1990: für die Single We Didn’t Start the Fire - 1991: für das Album Souvenir - 1994: für die Single The River of Dreams - 2001: für die Autorenbeteiligung Uptown Girl (Westlife) - Dänemark - 2024: für die Single Uptown Girl - 2024: für die Single Piano Man - Deutschland - 1990: für das Album Storm Front - 1993: für das Album River of Dreams - Hongkong - 1981: für das Album The Stranger - Japan - 1993: für das Album Storm Front - 1993: für das Album River of Dreams - 2007: für das Album The Ultimate Collection - Kanada - 1982: für das Album The Nylon Curtain - Neuseeland - 1979: für das Album 52nd Street - 1988: für das Album KOHЦEPT – Live in Leningrad - 1990: für das Album Storm Front - 2008: für das Album The Essential Billy Joel - 2020: für das Album Piano Man: The Very Best of Billy Joel - 2023: für die Single Just the Way You Are - 2023: für die Single It’s Still Rock and Roll to Me - 2023: für die Single My Life - Niederlande - 1997: für das Album Greatest Hits Volume III - Österreich - 1994: für das Album River of Dreams - Schweiz - 1993: für das Album River of Dreams - Spanien - 2024: für die Single Uptown Girl - 2024: für die Single Piano Man - Südafrika - 2006: für das Album Piano Man: The Very Best of Billy Joel - Vereinigte Staaten - 1989: für das Album Turnstiles - 1991: für das Videoalbum Live at Yankee Stadium - 1996: für das Album KOHЦEPT – Live in Leningrad - 1997: für das Album Streetlife Serenade - 1998: für das Album Greatest Hits Volume III - 2021: für das Lied New York State of Mind - 2021: für die Single You May Be Right - 2025: für das Lied Scenes from an Italian Restaurant - 2025: für die Single Tell Her About It - 2025: für die Single The River of Dreams - 2025: für die Single Lullabye (Goodnight, My Angel) - Vereinigtes Königreich - 1985: für das Album Greatest Hits Volume I and II - 1989: für das Album Storm Front - 1993: für das Album River of Dreams - 2001: für das Album The Ultimate Collection - 2024: für das Lied Vienna - Australien - 1978: für das Album The Stranger - 1979: für das Album 52nd Street - 1980: für das Album Turnstiles - 1982: für das Album Songs in the Attic - 1984: für das Album The Nylon Curtain - 1984: für das Album An Innocent Man - 1988: für das Album KOHЦEPT – Live in Leningrad - 1990: für das Album Storm Front - 2006: für das Album Piano Man: The Very Best of Billy Joel - 2006: für das Album The Ultimate Collection - 2013: für das Videoalbum Live at Shea Stadium: The Concert - Kanada - 1983: für das Album Piano Man - 1985: für das Album Greatest Hits Volume I and II - 1987: für das Album The Bridge - 1990: für das Album Storm Front - Neuseeland - 1994: für das Album River of Dreams - 2024: für das Lied Vienna - 2024: für die Single She’s Always a Woman - Vereinigte Staaten - 1987: für das Album The Bridge - 1994: für das Album The Nylon Curtain - 2018: für das Album The Complete Hits Collection: 1973-1997 - 2025: für die Single She’s Always a Woman - 2025: für die Single The Longest Time - 2025: für die Single Movin’ Out (Anthony’s Song) - Vereinigtes Königreich - 2023: für die Single Piano Man - 2023: für die Autorenbeteiligung Uptown Girl (Westlife) - 2024: für die Single We Didn’t Start the Fire - 2024: für die Single She’s Always a Woman | - Australien - 1980: für das Album Piano Man - 1993: für das Album River of Dreams - 2016: für das Album The Essential Billy Joel - Irland - 2006: für das Album Piano Man: The Very Best of Billy Joel - Japan - 1999: für das Album Greatest Hits Volume I and II - Kanada - 1994: für das Album An Innocent Man - 1994: für das Album River of Dreams - Neuseeland - 1980: für das Album Glass Houses - 2024: für die Single We Didn’t Start the Fire - Vereinigte Staaten - 1999: für das Album Songs in the Attic - 2025: für das Lied Vienna - 2025: für die Single Only the Good Die Young - 2025: für die Single Just the Way You Are - 2025: für die Single My Life - Vereinigtes Königreich - 1985: für das Album An Innocent Man - 2025: für die Single Uptown Girl - Neuseeland - 1979: für das Album The Stranger - 2002: für das Album The Ultimate Collection - Vereinigte Staaten - 1994: für das Album Storm Front - 2018: für das Album The Essential Billy Joel - 2025: für die Single It’s Still Rock and Roll to Me - Australien - 1980: für das Album Glass Houses - 1986: für das Album The Bridge - 2010: für das Videoalbum The Essential Video Collection - Kanada - 1978: für das Album The Stranger - 1979: für das Album 52nd Street - 1983: für das Album Glass Houses - Neuseeland - 2024: für die Single Piano Man - 2025: für die Single Uptown Girl - Vereinigte Staaten - 2001: für das Album River of Dreams - 2025: für das Album Piano Man - Vereinigtes Königreich - 2024: für das Album Piano Man: The Very Best of Billy Joel - Vereinigte Staaten - 2025: für die Single Uptown Girl - 2025: für die Single We Didn’t Start the Fire - Neuseeland - 1985: für das Album An Innocent Man - Vereinigte Staaten - 1994: für das Album Glass Houses - 1994: für das Album 52nd Street - Vereinigte Staaten - 2025: für das Album An Innocent Man - 2025: für die Single Piano Man - Australien - 2018: für das Album Greatest Hits Volume I and II - Neuseeland - 1986: für das Album Greatest Hits Volume I and II - Vereinigte Staaten - 2025: für das Album The Stranger - Vereinigte Staaten - 2011: für das Album Greatest Hits Volume I and II |

## Auszeichnungen nach Alben

### Cold Spring Harbor(Original)
| Land/Region               | Auszeichnungen für Musikverkäufe (Land/Region, Auszeichnung, Verkäufe) | Verkäufe |
| ------------------------- | ---------------------------------------------------------------------- | -------- |
| Vereinigte Staaten (RIAA) | —                                                                      | 25.000   |
| Insgesamt                 | —                                                                      | 25.000   |

### Piano Man
| Land/Region               | Auszeichnungen für Musikverkäufe (Land/Region, Auszeichnung, Verkäufe) | Verkäufe  |
| ------------------------- | ---------------------------------------------------------------------- | --------- |
| Australien (ARIA)         | 3× Platin                                                              | 150.000   |
| Kanada (MC)               | 2× Platin                                                              | 200.000   |
| Neuseeland (RMNZ)         | Gold                                                                   | 7.500     |
| Vereinigte Staaten (RIAA) | 5× Platin                                                              | 5.000.000 |
| Insgesamt                 | 1× Gold · 10× Platin ·                                                 | 5.357.500 |

### Streetlife Serenade
| Land/Region               | Auszeichnungen für Musikverkäufe (Land/Region, Auszeichnung, Verkäufe) | Verkäufe  |
| ------------------------- | ---------------------------------------------------------------------- | --------- |
| Vereinigte Staaten (RIAA) | Platin                                                                 | 1.000.000 |
| Insgesamt                 | 1× Platin ·                                                            | 1.000.000 |

### Turnstiles
| Land/Region               | Auszeichnungen für Musikverkäufe (Land/Region, Auszeichnung, Verkäufe) | Verkäufe  |
| ------------------------- | ---------------------------------------------------------------------- | --------- |
| Australien (ARIA)         | 2× Platin                                                              | 100.000   |
| Vereinigte Staaten (RIAA) | Platin                                                                 | 1.000.000 |
| Insgesamt                 | 3× Platin ·                                                            | 1.100.000 |

### The Stranger
| Land/Region                  | Auszeichnungen für Musikverkäufe (Land/Region, Auszeichnung, Verkäufe) | Verkäufe   |
| ---------------------------- | ---------------------------------------------------------------------- | ---------- |
| Australien (ARIA)            | 2× Platin                                                              | 100.000    |
| Dänemark (IFPI)              | Gold                                                                   | 10.000     |
| Hongkong (IFPI/HKRIA)        | Platin                                                                 | 20.000     |
| Japan (RIAJ)                 | Gold                                                                   | 100.000    |
| Kanada (MC)                  | 5× Platin                                                              | 500.000    |
| Neuseeland (RMNZ)            | 4× Platin                                                              | 80.000     |
| Vereinigte Staaten (RIAA)    | 12× Platin                                                             | 12.000.000 |
| Vereinigtes Königreich (BPI) | Gold                                                                   | 100.000    |
| Insgesamt                    | 3× Gold · 14× Platin · 1× Diamant ·                                    | 12.910.000 |

### Souvenir
| Land/Region       | Auszeichnungen für Musikverkäufe (Land/Region, Auszeichnung, Verkäufe) | Verkäufe |
| ----------------- | ---------------------------------------------------------------------- | -------- |
| Australien (ARIA) | Platin                                                                 | 70.000   |
| Insgesamt         | 1× Platin ·                                                            | 70.000   |

### 52nd Street
| Land/Region                  | Auszeichnungen für Musikverkäufe (Land/Region, Auszeichnung, Verkäufe) | Verkäufe  |
| ---------------------------- | ---------------------------------------------------------------------- | --------- |
| Australien (ARIA)            | 2× Platin                                                              | 100.000   |
| Frankreich (SNEP)            | Gold                                                                   | 100.000   |
| Hongkong (IFPI/HKRIA)        | Gold                                                                   | 10.000    |
| Japan (RIAJ)                 | Gold                                                                   | 100.000   |
| Kanada (MC)                  | 5× Platin                                                              | 500.000   |
| Neuseeland (RMNZ)            | Platin                                                                 | 20.000    |
| Vereinigte Staaten (RIAA)    | 7× Platin                                                              | 7.000.000 |
| Vereinigtes Königreich (BPI) | Gold                                                                   | 100.000   |
| Insgesamt                    | 4× Gold · 15× Platin ·                                                 | 7.930.000 |

### Glass Houses
| Land/Region                  | Auszeichnungen für Musikverkäufe (Land/Region, Auszeichnung, Verkäufe) | Verkäufe  |
| ---------------------------- | ---------------------------------------------------------------------- | --------- |
| Australien (ARIA)            | 5× Platin                                                              | 250.000   |
| Hongkong (IFPI/HKRIA)        | Gold                                                                   | 10.000    |
| Kanada (MC)                  | 5× Platin                                                              | 740.000   |
| Neuseeland (RMNZ)            | 3× Platin                                                              | 45.000    |
| Vereinigte Staaten (RIAA)    | 7× Platin                                                              | 7.000.000 |
| Vereinigtes Königreich (BPI) | Gold                                                                   | 100.000   |
| Insgesamt                    | 2× Gold · 20× Platin ·                                                 | 8.145.000 |

### Songs in the Attic
| Land/Region               | Auszeichnungen für Musikverkäufe (Land/Region, Auszeichnung, Verkäufe) | Verkäufe  |
| ------------------------- | ---------------------------------------------------------------------- | --------- |
| Australien (ARIA)         | 2× Platin                                                              | 100.000   |
| Vereinigte Staaten (RIAA) | 3× Platin                                                              | 3.000.000 |
| Insgesamt                 | 5× Platin ·                                                            | 3.100.000 |

### The Nylon Curtain
| Land/Region               | Auszeichnungen für Musikverkäufe (Land/Region, Auszeichnung, Verkäufe) | Verkäufe  |
| ------------------------- | ---------------------------------------------------------------------- | --------- |
| Australien (ARIA)         | 2× Platin                                                              | 140.000   |
| Kanada (MC)               | Platin                                                                 | 100.000   |
| Niederlande (NVPI)        | Gold                                                                   | 50.000    |
| Vereinigte Staaten (RIAA) | 2× Platin                                                              | 2.000.000 |
| Insgesamt                 | 1× Gold · 5× Platin ·                                                  | 2.290.000 |

### An Innocent Man
| Land/Region                  | Auszeichnungen für Musikverkäufe (Land/Region, Auszeichnung, Verkäufe) | Verkäufe  |
| ---------------------------- | ---------------------------------------------------------------------- | --------- |
| Australien (ARIA)            | 2× Platin                                                              | 140.000   |
| Hongkong (IFPI/HKRIA)        | Gold                                                                   | 10.000    |
| Kanada (MC)                  | 3× Platin                                                              | 300.000   |
| Neuseeland (RMNZ)            | 7× Platin                                                              | 140.000   |
| Vereinigte Staaten (RIAA)    | 8× Platin                                                              | 8.000.000 |
| Vereinigtes Königreich (BPI) | 3× Platin                                                              | 900.000   |
| Insgesamt                    | 1× Gold · 23× Platin ·                                                 | 9.490.000 |

### Cold Spring Harbor(Remix)
| Land/Region               | Auszeichnungen für Musikverkäufe (Land/Region, Auszeichnung, Verkäufe) | Verkäufe |
| ------------------------- | ---------------------------------------------------------------------- | -------- |
| Vereinigte Staaten (RIAA) | —                                                                      | 125.000  |
| Insgesamt                 | —                                                                      | 125.000  |

### Greatest Hits Volume I and II
| Land/Region                  | Auszeichnungen für Musikverkäufe (Land/Region, Auszeichnung, Verkäufe) | Verkäufe   |
| ---------------------------- | ---------------------------------------------------------------------- | ---------- |
| Australien (ARIA)            | 9× Platin                                                              | 630.000    |
| Frankreich (SNEP)            | 2× Gold                                                                | 200.000    |
| Japan (RIAJ)                 | 3× Platin                                                              | 600.000    |
| Kanada (MC)                  | 2× Platin                                                              | 200.000    |
| Neuseeland (RMNZ)            | 9× Platin                                                              | 180.000    |
| Niederlande (NVPI)           | Gold                                                                   | 50.000     |
| Norwegen (IFPI)              | Gold                                                                   | 25.000     |
| Österreich (IFPI)            | Gold                                                                   | 25.000     |
| Vereinigte Staaten (RIAA)    | 23× Platin                                                             | 23.000.000 |
| Vereinigtes Königreich (BPI) | Platin                                                                 | 300.000    |
| Insgesamt                    | 5× Gold · 27× Platin · 2× Diamant ·                                    | 25.210.000 |

### The Bridge
| Land/Region                  | Auszeichnungen für Musikverkäufe (Land/Region, Auszeichnung, Verkäufe) | Verkäufe  |
| ---------------------------- | ---------------------------------------------------------------------- | --------- |
| Australien (ARIA)            | 5× Platin                                                              | 350.000   |
| Kanada (MC)                  | 2× Platin                                                              | 200.000   |
| Neuseeland (RMNZ)            | Gold                                                                   | 10.000    |
| Vereinigte Staaten (RIAA)    | 2× Platin                                                              | 2.000.000 |
| Vereinigtes Königreich (BPI) | Silber                                                                 | 60.000    |
| Insgesamt                    | 1× Silber · 1× Gold · 9× Platin ·                                      | 2.620.000 |

### KOHЦEPT – Live in Leningrad
| Land/Region               | Auszeichnungen für Musikverkäufe (Land/Region, Auszeichnung, Verkäufe) | Verkäufe  |
| ------------------------- | ---------------------------------------------------------------------- | --------- |
| Australien (ARIA)         | 2× Platin                                                              | 140.000   |
| Neuseeland (RMNZ)         | Platin                                                                 | 20.000    |
| Vereinigte Staaten (RIAA) | Platin                                                                 | 1.000.000 |
| Insgesamt                 | 4× Platin ·                                                            | 1.160.000 |

### Storm Front
| Land/Region                  | Auszeichnungen für Musikverkäufe (Land/Region, Auszeichnung, Verkäufe) | Verkäufe  |
| ---------------------------- | ---------------------------------------------------------------------- | --------- |
| Australien (ARIA)            | 2× Platin                                                              | 140.000   |
| Deutschland (BVMI)           | Platin                                                                 | 500.000   |
| Japan (RIAJ)                 | Platin                                                                 | 200.000   |
| Kanada (MC)                  | 2× Platin                                                              | 200.000   |
| Neuseeland (RMNZ)            | Platin                                                                 | 20.000    |
| Niederlande (NVPI)           | Gold                                                                   | 50.000    |
| Österreich (IFPI)            | Gold                                                                   | 25.000    |
| Vereinigte Staaten (RIAA)    | 4× Platin                                                              | 4.000.000 |
| Vereinigtes Königreich (BPI) | Platin                                                                 | 300.000   |
| Insgesamt                    | 2× Gold · 12× Platin ·                                                 | 5.435.000 |

### River of Dreams
| Land/Region                  | Auszeichnungen für Musikverkäufe (Land/Region, Auszeichnung, Verkäufe) | Verkäufe  |
| ---------------------------- | ---------------------------------------------------------------------- | --------- |
| Australien (ARIA)            | 3× Platin                                                              | 210.000   |
| Deutschland (BVMI)           | Platin                                                                 | 500.000   |
| Japan (RIAJ)                 | Platin                                                                 | 200.000   |
| Kanada (MC)                  | 3× Platin                                                              | 300.000   |
| Neuseeland (RMNZ)            | 2× Platin                                                              | 30.000    |
| Niederlande (NVPI)           | Gold                                                                   | 50.000    |
| Österreich (IFPI)            | Platin                                                                 | 50.000    |
| Schweden (IFPI)              | Gold                                                                   | 50.000    |
| Schweiz (IFPI)               | Platin                                                                 | 50.000    |
| Vereinigte Staaten (RIAA)    | 5× Platin                                                              | 5.000.000 |
| Vereinigtes Königreich (BPI) | Platin                                                                 | 300.000   |
| Insgesamt                    | 2× Gold · 18× Platin ·                                                 | 6.740.000 |

### Greatest Hits Volume III
| Land/Region                  | Auszeichnungen für Musikverkäufe (Land/Region, Auszeichnung, Verkäufe) | Verkäufe  |
| ---------------------------- | ---------------------------------------------------------------------- | --------- |
| Australien (ARIA)            | Gold                                                                   | 35.000    |
| Japan (RIAJ)                 | Gold                                                                   | 100.000   |
| Kanada (MC)                  | Gold                                                                   | 50.000    |
| Neuseeland (RMNZ)            | Gold                                                                   | 7.500     |
| Niederlande (NVPI)           | Platin                                                                 | 100.000   |
| Vereinigte Staaten (RIAA)    | Platin                                                                 | 1.000.000 |
| Vereinigtes Königreich (BPI) | Silber                                                                 | 60.000    |
| Insgesamt                    | 1× Silber · 4× Gold · 2× Platin ·                                      | 1.352.500 |

### The Complete Hits Collection: 1973–1997 / Greatest Hits Volume I, II and III
| Land/Region               | Auszeichnungen für Musikverkäufe (Land/Region, Auszeichnung, Verkäufe) | Verkäufe  |
| ------------------------- | ---------------------------------------------------------------------- | --------- |
| Neuseeland (RMNZ)         | Gold                                                                   | 7.500     |
| Vereinigte Staaten (RIAA) | 2× Platin                                                              | 2.000.000 |
| Insgesamt                 | 1× Gold · 2× Platin ·                                                  | 2.007.500 |

### 2000 Years – The Millennium Concert
| Land/Region               | Auszeichnungen für Musikverkäufe (Land/Region, Auszeichnung, Verkäufe) | Verkäufe |
| ------------------------- | ---------------------------------------------------------------------- | -------- |
| Vereinigte Staaten (RIAA) | Gold                                                                   | 500.000  |
| Insgesamt                 | 1× Gold ·                                                              | 500.000  |

### The Ultimate Collection
| Land/Region                  | Auszeichnungen für Musikverkäufe (Land/Region, Auszeichnung, Verkäufe) | Verkäufe |
| ---------------------------- | ---------------------------------------------------------------------- | -------- |
| Australien (ARIA)            | 2× Platin                                                              | 140.000  |
| Japan (RIAJ)                 | Platin                                                                 | 250.000  |
| Neuseeland (RMNZ)            | 4× Platin                                                              | 60.000   |
| Norwegen (IFPI)              | Gold                                                                   | 20.000   |
| Schweden (IFPI)              | Gold                                                                   | 40.000   |
| Vereinigtes Königreich (BPI) | Platin                                                                 | 300.000  |
| Insgesamt                    | 2× Gold · 8× Platin ·                                                  | 810.000  |

### The Essential Billy Joel
| Land/Region                  | Auszeichnungen für Musikverkäufe (Land/Region, Auszeichnung, Verkäufe) | Verkäufe  |
| ---------------------------- | ---------------------------------------------------------------------- | --------- |
| Australien (ARIA)            | 3× Platin                                                              | 210.000   |
| Neuseeland (RMNZ)            | Platin                                                                 | 15.000    |
| Vereinigte Staaten (RIAA)    | 4× Platin                                                              | 4.000.000 |
| Vereinigtes Königreich (BPI) | Gold                                                                   | 100.000   |
| Insgesamt                    | 1× Gold · 8× Platin ·                                                  | 4.325.000 |

### Piano Man: The Very Best of Billy Joel
| Land/Region                  | Auszeichnungen für Musikverkäufe (Land/Region, Auszeichnung, Verkäufe) | Verkäufe  |
| ---------------------------- | ---------------------------------------------------------------------- | --------- |
| Australien (ARIA)            | 2× Platin                                                              | 140.000   |
| Irland (IRMA)                | 3× Platin                                                              | 45.000    |
| Japan (RIAJ)                 | Gold                                                                   | 100.000   |
| Mexiko (AMPROFON)            | Gold                                                                   | 50.000    |
| Neuseeland (RMNZ)            | Platin                                                                 | 15.000    |
| Südafrika (RISA)             | Platin                                                                 | 50.000    |
| Vereinigtes Königreich (BPI) | 5× Platin                                                              | 1.500.000 |
| Insgesamt                    | 2× Gold · 12× Platin ·                                                 | 1.900.000 |

### The Hits
| Land/Region               | Auszeichnungen für Musikverkäufe (Land/Region, Auszeichnung, Verkäufe) | Verkäufe |
| ------------------------- | ---------------------------------------------------------------------- | -------- |
| Japan (RIAJ)              | Gold                                                                   | 100.000  |
| Vereinigte Staaten (RIAA) | Gold                                                                   | 500.000  |
| Insgesamt                 | 2× Gold ·                                                              | 600.000  |

### The Essential 3.0
| Land/Region                  | Auszeichnungen für Musikverkäufe (Land/Region, Auszeichnung, Verkäufe) | Verkäufe |
| ---------------------------- | ---------------------------------------------------------------------- | -------- |
| Vereinigtes Königreich (BPI) | Silber                                                                 | 60.000   |
| Insgesamt                    | 1× Silber ·                                                            | 60.000   |

## Auszeichnungen nach Singles

### Piano Man
| Land/Region                  | Auszeichnungen für Musikverkäufe (Land/Region, Auszeichnung, Verkäufe) | Verkäufe  |
| ---------------------------- | ---------------------------------------------------------------------- | --------- |
| Dänemark (IFPI)              | Platin                                                                 | 90.000    |
| Deutschland (BVMI)           | Gold                                                                   | 250.000   |
| Mexiko (AMPROFON)            | Gold                                                                   | 30.000    |
| Neuseeland (RMNZ)            | 5× Platin                                                              | 150.000   |
| Spanien (Promusicae)         | Platin                                                                 | 60.000    |
| Vereinigte Staaten (RIAA)    | 8× Platin                                                              | 8.000.000 |
| Vereinigtes Königreich (BPI) | 2× Platin                                                              | 1.200.000 |
| Insgesamt                    | 2× Gold · 17× Platin ·                                                 | 9.780.000 |

### Just the Way You Are
| Land/Region                  | Auszeichnungen für Musikverkäufe (Land/Region, Auszeichnung, Verkäufe) | Verkäufe  |
| ---------------------------- | ---------------------------------------------------------------------- | --------- |
| Neuseeland (RMNZ)            | Platin                                                                 | 15.000    |
| Vereinigte Staaten (RIAA)    | 3× Platin                                                              | 3.000.000 |
| Vereinigtes Königreich (BPI) | Silber                                                                 | 200.000   |
| Insgesamt                    | 1× Silber · 4× Platin ·                                                | 3.215.000 |

### Movin’ Out (Anthony’s Song)
| Land/Region               | Auszeichnungen für Musikverkäufe (Land/Region, Auszeichnung, Verkäufe) | Verkäufe  |
| ------------------------- | ---------------------------------------------------------------------- | --------- |
| Neuseeland (RMNZ)         | Gold                                                                   | 15.000    |
| Vereinigte Staaten (RIAA) | 2× Platin                                                              | 2.000.000 |
| Insgesamt                 | 1× Gold · 2× Platin ·                                                  | 2.015.000 |

### Only the Good Die Young
| Land/Region               | Auszeichnungen für Musikverkäufe (Land/Region, Auszeichnung, Verkäufe) | Verkäufe  |
| ------------------------- | ---------------------------------------------------------------------- | --------- |
| Neuseeland (RMNZ)         | Gold                                                                   | 15.000    |
| Vereinigte Staaten (RIAA) | 3× Platin                                                              | 3.000.000 |
| Insgesamt                 | 1× Gold · 3× Platin ·                                                  | 3.015.000 |

### She’s Always a Woman
| Land/Region                  | Auszeichnungen für Musikverkäufe (Land/Region, Auszeichnung, Verkäufe) | Verkäufe  |
| ---------------------------- | ---------------------------------------------------------------------- | --------- |
| Dänemark (IFPI)              | Gold                                                                   | 45.000    |
| Neuseeland (RMNZ)            | 2× Platin                                                              | 60.000    |
| Vereinigte Staaten (RIAA)    | 2× Platin                                                              | 2.000.000 |
| Vereinigtes Königreich (BPI) | 2× Platin                                                              | 1.200.000 |
| Insgesamt                    | 1× Gold · 6× Platin ·                                                  | 3.305.000 |

### The Stranger
| Land/Region               | Auszeichnungen für Musikverkäufe (Land/Region, Auszeichnung, Verkäufe) | Verkäufe |
| ------------------------- | ---------------------------------------------------------------------- | -------- |
| Vereinigte Staaten (RIAA) | Gold                                                                   | 500.000  |
| Insgesamt                 | 1× Gold ·                                                              | 500.000  |

### Honesty
| Land/Region               | Auszeichnungen für Musikverkäufe (Land/Region, Auszeichnung, Verkäufe) | Verkäufe  |
| ------------------------- | ---------------------------------------------------------------------- | --------- |
| Frankreich (SNEP)         | Gold                                                                   | 500.000   |
| Japan (RIAJ)              | Gold + Gold · (Mobile Downloads)                                       | 150.000   |
| Vereinigte Staaten (RIAA) | Gold                                                                   | 500.000   |
| Insgesamt                 | 4× Gold ·                                                              | 1.150.000 |

### My Life
| Land/Region                  | Auszeichnungen für Musikverkäufe (Land/Region, Auszeichnung, Verkäufe) | Verkäufe  |
| ---------------------------- | ---------------------------------------------------------------------- | --------- |
| Kanada (MC)                  | Gold                                                                   | 75.000    |
| Neuseeland (RMNZ)            | Platin                                                                 | 15.000    |
| Vereinigte Staaten (RIAA)    | 3× Platin                                                              | 3.000.000 |
| Vereinigtes Königreich (BPI) | Silber (Physisch) · + Gold (Digital)                                   | 650.000   |
| Insgesamt                    | 1× Silber · 2× Gold · 4× Platin ·                                      | 3.740.000 |

### Big Shot
| Land/Region               | Auszeichnungen für Musikverkäufe (Land/Region, Auszeichnung, Verkäufe) | Verkäufe |
| ------------------------- | ---------------------------------------------------------------------- | -------- |
| Vereinigte Staaten (RIAA) | Gold                                                                   | 500.000  |
| Insgesamt                 | 1× Gold ·                                                              | 500.000  |

### You May Be Right
| Land/Region               | Auszeichnungen für Musikverkäufe (Land/Region, Auszeichnung, Verkäufe) | Verkäufe  |
| ------------------------- | ---------------------------------------------------------------------- | --------- |
| Vereinigte Staaten (RIAA) | Platin                                                                 | 1.000.000 |
| Insgesamt                 | 1× Platin ·                                                            | 1.000.000 |

### It’s Still Rock and Roll to Me
| Land/Region                  | Auszeichnungen für Musikverkäufe (Land/Region, Auszeichnung, Verkäufe) | Verkäufe  |
| ---------------------------- | ---------------------------------------------------------------------- | --------- |
| Kanada (MC)                  | —                                                                      | 213.000   |
| Neuseeland (RMNZ)            | Platin                                                                 | 15.000    |
| Vereinigte Staaten (RIAA)    | 4× Platin                                                              | 4.000.000 |
| Vereinigtes Königreich (BPI) | Silber                                                                 | 200.000   |
| Insgesamt                    | 1× Silber · 5× Platin ·                                                | 4.428.000 |

### Don’t Ask Me Why
| Land/Region               | Auszeichnungen für Musikverkäufe (Land/Region, Auszeichnung, Verkäufe) | Verkäufe |
| ------------------------- | ---------------------------------------------------------------------- | -------- |
| Vereinigte Staaten (RIAA) | Gold                                                                   | 500.000  |
| Insgesamt                 | 1× Gold ·                                                              | 500.000  |

### Pressure
| Land/Region               | Auszeichnungen für Musikverkäufe (Land/Region, Auszeichnung, Verkäufe) | Verkäufe |
| ------------------------- | ---------------------------------------------------------------------- | -------- |
| Vereinigte Staaten (RIAA) | Gold                                                                   | 500.000  |
| Insgesamt                 | 1× Gold ·                                                              | 500.000  |

### Allentown
| Land/Region               | Auszeichnungen für Musikverkäufe (Land/Region, Auszeichnung, Verkäufe) | Verkäufe |
| ------------------------- | ---------------------------------------------------------------------- | -------- |
| Vereinigte Staaten (RIAA) | Gold                                                                   | 500.000  |
| Insgesamt                 | 1× Gold ·                                                              | 500.000  |

### Goodnight Saigon
| Land/Region        | Auszeichnungen für Musikverkäufe (Land/Region, Auszeichnung, Verkäufe) | Verkäufe |
| ------------------ | ---------------------------------------------------------------------- | -------- |
| Niederlande (NVPI) | Gold                                                                   | 100.000  |
| Insgesamt          | 1× Gold ·                                                              | 100.000  |

### Tell Her About It
| Land/Region                  | Auszeichnungen für Musikverkäufe (Land/Region, Auszeichnung, Verkäufe) | Verkäufe  |
| ---------------------------- | ---------------------------------------------------------------------- | --------- |
| Kanada (MC)                  | Gold                                                                   | 50.000    |
| Vereinigte Staaten (RIAA)    | Platin                                                                 | 1.000.000 |
| Vereinigtes Königreich (BPI) | Silber                                                                 | 200.000   |
| Insgesamt                    | 1× Silber · 1× Gold · 1× Platin ·                                      | 1.250.000 |

### Uptown Girl
| Land/Region                  | Auszeichnungen für Musikverkäufe (Land/Region, Auszeichnung, Verkäufe) | Verkäufe  |
| ---------------------------- | ---------------------------------------------------------------------- | --------- |
| Dänemark (IFPI)              | Platin                                                                 | 90.000    |
| Deutschland (BVMI)           | Gold                                                                   | 300.000   |
| Italien (FIMI)               | Gold                                                                   | 50.000    |
| Kanada (MC)                  | Gold                                                                   | 50.000    |
| Neuseeland (RMNZ)            | 5× Platin                                                              | 150.000   |
| Portugal (AFP)               | Gold                                                                   | 5.000     |
| Spanien (Promusicae)         | Platin                                                                 | 60.000    |
| Vereinigte Staaten (RIAA)    | 6× Platin                                                              | 6.000.000 |
| Vereinigtes Königreich (BPI) | 3× Platin                                                              | 1.800.000 |
| Insgesamt                    | 4× Gold · 16× Platin ·                                                 | 8.505.000 |

### An Innocent Man
| Land/Region                  | Auszeichnungen für Musikverkäufe (Land/Region, Auszeichnung, Verkäufe) | Verkäufe |
| ---------------------------- | ---------------------------------------------------------------------- | -------- |
| Vereinigtes Königreich (BPI) | Silber                                                                 | 200.000  |
| Insgesamt                    | 1× Silber ·                                                            | 200.000  |

### The Longest Time
| Land/Region                  | Auszeichnungen für Musikverkäufe (Land/Region, Auszeichnung, Verkäufe) | Verkäufe  |
| ---------------------------- | ---------------------------------------------------------------------- | --------- |
| Neuseeland (RMNZ)            | Gold                                                                   | 15.000    |
| Vereinigte Staaten (RIAA)    | 2× Platin                                                              | 2.000.000 |
| Vereinigtes Königreich (BPI) | Silber                                                                 | 200.000   |
| Insgesamt                    | 1× Silber · 1× Gold · 2× Platin ·                                      | 2.215.000 |

### A Matter of Trust
| Land/Region               | Auszeichnungen für Musikverkäufe (Land/Region, Auszeichnung, Verkäufe) | Verkäufe |
| ------------------------- | ---------------------------------------------------------------------- | -------- |
| Australien (ARIA)         | Gold                                                                   | 35.000   |
| Vereinigte Staaten (RIAA) | Gold                                                                   | 500.000  |
| Insgesamt                 | 2× Gold ·                                                              | 535.000  |

### We Didn’t Start the Fire
| Land/Region                  | Auszeichnungen für Musikverkäufe (Land/Region, Auszeichnung, Verkäufe) | Verkäufe  |
| ---------------------------- | ---------------------------------------------------------------------- | --------- |
| Australien (ARIA)            | Platin                                                                 | 70.000    |
| Dänemark (IFPI)              | Gold                                                                   | 45.000    |
| Deutschland (BVMI)           | Gold                                                                   | 300.000   |
| Kanada (MC)                  | Gold                                                                   | 50.000    |
| Neuseeland (RMNZ)            | 3× Platin                                                              | 90.000    |
| Vereinigte Staaten (RIAA)    | 6× Platin                                                              | 6.000.000 |
| Vereinigtes Königreich (BPI) | 2× Platin                                                              | 1.200.000 |
| Insgesamt                    | 3× Gold · 12× Platin ·                                                 | 7.755.000 |

### The Downeaster ‘Alexa’
| Land/Region               | Auszeichnungen für Musikverkäufe (Land/Region, Auszeichnung, Verkäufe) | Verkäufe |
| ------------------------- | ---------------------------------------------------------------------- | -------- |
| Vereinigte Staaten (RIAA) | Gold                                                                   | 500.000  |
| Insgesamt                 | 1× Gold ·                                                              | 500.000  |

### And So It Goes
| Land/Region               | Auszeichnungen für Musikverkäufe (Land/Region, Auszeichnung, Verkäufe) | Verkäufe |
| ------------------------- | ---------------------------------------------------------------------- | -------- |
| Vereinigte Staaten (RIAA) | Gold                                                                   | 500.000  |
| Insgesamt                 | 1× Gold ·                                                              | 500.000  |

### The River of Dreams
| Land/Region                  | Auszeichnungen für Musikverkäufe (Land/Region, Auszeichnung, Verkäufe) | Verkäufe  |
| ---------------------------- | ---------------------------------------------------------------------- | --------- |
| Australien (ARIA)            | Platin                                                                 | 70.000    |
| Deutschland (BVMI)           | Gold                                                                   | 250.000   |
| Frankreich (SNEP)            | Silber                                                                 | 125.000   |
| Neuseeland (RMNZ)            | Gold                                                                   | 5.000     |
| Österreich (IFPI)            | Gold                                                                   | 25.000    |
| Vereinigte Staaten (RIAA)    | Platin                                                                 | 1.000.000 |
| Vereinigtes Königreich (BPI) | Silber                                                                 | 200.000   |
| Insgesamt                    | 2× Silber · 3× Gold · 2× Platin ·                                      | 1.675.000 |

### Lullabye (Goodnight, My Angel)
| Land/Region               | Auszeichnungen für Musikverkäufe (Land/Region, Auszeichnung, Verkäufe) | Verkäufe  |
| ------------------------- | ---------------------------------------------------------------------- | --------- |
| Vereinigte Staaten (RIAA) | Platin                                                                 | 1.000.000 |
| Insgesamt                 | 1× Platin ·                                                            | 1.000.000 |

## Auszeichnungen nach Liedern

### New York State of Mind
| Land/Region               | Auszeichnungen für Musikverkäufe (Land/Region, Auszeichnung, Verkäufe) | Verkäufe  |
| ------------------------- | ---------------------------------------------------------------------- | --------- |
| Vereinigte Staaten (RIAA) | Platin                                                                 | 1.000.000 |
| Insgesamt                 | 1× Platin ·                                                            | 1.000.000 |

### Scenes from an Italian Restaurant
| Land/Region               | Auszeichnungen für Musikverkäufe (Land/Region, Auszeichnung, Verkäufe) | Verkäufe  |
| ------------------------- | ---------------------------------------------------------------------- | --------- |
| Vereinigte Staaten (RIAA) | Platin                                                                 | 1.000.000 |
| Insgesamt                 | 1× Platin ·                                                            | 1.000.000 |

### Vienna
| Land/Region                  | Auszeichnungen für Musikverkäufe (Land/Region, Auszeichnung, Verkäufe) | Verkäufe  |
| ---------------------------- | ---------------------------------------------------------------------- | --------- |
| Dänemark (IFPI)              | Gold                                                                   | 45.000    |
| Neuseeland (RMNZ)            | 2× Platin                                                              | 60.000    |
| Vereinigte Staaten (RIAA)    | 3× Platin                                                              | 3.000.000 |
| Vereinigtes Königreich (BPI) | Platin                                                                 | 600.000   |
| Insgesamt                    | 1× Gold · 6× Platin ·                                                  | 3.705.000 |

### Captain Jack
| Land/Region               | Auszeichnungen für Musikverkäufe (Land/Region, Auszeichnung, Verkäufe) | Verkäufe |
| ------------------------- | ---------------------------------------------------------------------- | -------- |
| Vereinigte Staaten (RIAA) | Gold                                                                   | 500.000  |
| Insgesamt                 | 1× Gold ·                                                              | 500.000  |

## Auszeichnungen nach Autorenbeteiligungen und Produktionen

### Uptown Girl (Westlife)
| Land/Region                  | Auszeichnungen für Musikverkäufe (Land/Region, Auszeichnung, Verkäufe) | Verkäufe  |
| ---------------------------- | ---------------------------------------------------------------------- | --------- |
| Australien (ARIA)            | Platin                                                                 | 70.000    |
| Frankreich (SNEP)            | Silber                                                                 | 125.000   |
| Neuseeland (RMNZ)            | Gold                                                                   | 5.000     |
| Schweden (IFPI)              | Gold                                                                   | 15.000    |
| Vereinigtes Königreich (BPI) | 2× Platin                                                              | 1.200.000 |
| Insgesamt                    | 1× Silber · 2× Gold · 3× Platin ·                                      | 1.415.000 |

## Auszeichnungen nach Videoalben

### The Video Album I
| Land/Region               | Auszeichnungen für Musikverkäufe (Land/Region, Auszeichnung, Verkäufe) | Verkäufe |
| ------------------------- | ---------------------------------------------------------------------- | -------- |
| Vereinigte Staaten (RIAA) | Gold                                                                   | 50.000   |
| Insgesamt                 | 1× Gold ·                                                              | 50.000   |

### The Video Album II
| Land/Region               | Auszeichnungen für Musikverkäufe (Land/Region, Auszeichnung, Verkäufe) | Verkäufe |
| ------------------------- | ---------------------------------------------------------------------- | -------- |
| Vereinigte Staaten (RIAA) | Gold                                                                   | 50.000   |
| Insgesamt                 | 1× Gold ·                                                              | 50.000   |

### Eye of the Storm
| Land/Region               | Auszeichnungen für Musikverkäufe (Land/Region, Auszeichnung, Verkäufe) | Verkäufe |
| ------------------------- | ---------------------------------------------------------------------- | -------- |
| Vereinigte Staaten (RIAA) | Gold                                                                   | 50.000   |
| Insgesamt                 | 1× Gold ·                                                              | 50.000   |

### Live at Yankee Stadium
| Land/Region               | Auszeichnungen für Musikverkäufe (Land/Region, Auszeichnung, Verkäufe) | Verkäufe |
| ------------------------- | ---------------------------------------------------------------------- | -------- |
| Australien (ARIA)         | 2× Platin                                                              | 30.000   |
| Vereinigte Staaten (RIAA) | Platin                                                                 | 100.000  |
| Insgesamt                 | 3× Platin ·                                                            | 130.000  |

### Live from the River of Dreams
| Land/Region       | Auszeichnungen für Musikverkäufe (Land/Region, Auszeichnung, Verkäufe) | Verkäufe |
| ----------------- | ---------------------------------------------------------------------- | -------- |
| Australien (ARIA) | Gold                                                                   | 7.500    |
| Insgesamt         | 1× Gold ·                                                              | 7.500    |

### Greatest Hits Volume III: The Video
| Land/Region               | Auszeichnungen für Musikverkäufe (Land/Region, Auszeichnung, Verkäufe) | Verkäufe |
| ------------------------- | ---------------------------------------------------------------------- | -------- |
| Vereinigte Staaten (RIAA) | Gold                                                                   | 50.000   |
| Insgesamt                 | 1× Gold ·                                                              | 50.000   |

### The Essential Video Collection
| Land/Region                  | Auszeichnungen für Musikverkäufe (Land/Region, Auszeichnung, Verkäufe) | Verkäufe |
| ---------------------------- | ---------------------------------------------------------------------- | -------- |
| Australien (ARIA)            | 5× Platin                                                              | 75.000   |
| Vereinigte Staaten (RIAA)    | Gold                                                                   | 50.000   |
| Vereinigtes Königreich (BPI) | Gold                                                                   | 25.000   |
| Insgesamt                    | 2× Gold · 5× Platin ·                                                  | 150.000  |

### Live at Shea Stadium: The Concert
| Land/Region       | Auszeichnungen für Musikverkäufe (Land/Region, Auszeichnung, Verkäufe) | Verkäufe |
| ----------------- | ---------------------------------------------------------------------- | -------- |
| Australien (ARIA) | 2× Platin                                                              | 30.000   |
| Insgesamt         | 2× Platin ·                                                            | 30.000   |

## Statistik und Quellen
| Land/RegionAuszeichnungen für Musikverkäufe (Land/Region, Auszeichnungen, Verkäufe, Quellen) | Silber       | Gold       | Platin         | Diamant     | Verkäufe    | Quellen                           |
| -------------------------------------------------------------------------------------------- | ------------ | ---------- | -------------- | ----------- | ----------- | --------------------------------- |
| Australien (ARIA)                                                                            | —            | 3× Gold3   | 59× Platin59   | —           | 3.504.500   | aria.com.au                       |
| Dänemark (IFPI)                                                                              | —            | 4× Gold4   | 2× Platin2     | —           | 325.000     | ifpi.dk                           |
| Deutschland (BVMI)                                                                           | —            | 4× Gold4   | 2× Platin2     | —           | 2.100.000   | musikindustrie.de                 |
| Frankreich (SNEP)                                                                            | 2× Silber2   | 4× Gold4   | —              | —           | 1.050.000   | infodisc.fr snepmusique.com       |
| Hongkong (IFPI/HKRIA)                                                                        | —            | 3× Gold3   | Platin1        | —           | 50.000      | ifpihk.org                        |
| Irland (IRMA)                                                                                | —            | —          | 3× Platin3     | —           | 45.000      | Einzelnachweise                   |
| Italien (FIMI)                                                                               | —            | Gold1      | —              | —           | 50.000      | fimi.it                           |
| Japan (RIAJ)                                                                                 | —            | 7× Gold7   | 6× Platin6     | —           | 1.900.000   | riaj.or.jp JP2                    |
| Kanada (MC)                                                                                  | —            | 5× Gold5   | 30× Platin30   | —           | 3.728.000   | musiccanada.com                   |
| Mexiko (AMPROFON)                                                                            | —            | 2× Gold2   | —              | —           | 80.000      | amprofon.com.mx                   |
| Neuseeland (RMNZ)                                                                            | —            | 9× Gold9   | 51× Platin51   | —           | 1.267.500   | aotearoamusiccharts.co.nz NZ2 NZ3 |
| Niederlande (NVPI)                                                                           | —            | 5× Gold5   | Platin1        | —           | 400.000     | nvpi.nl                           |
| Norwegen (IFPI)                                                                              | —            | 2× Gold2   | —              | —           | 45.000      | ifpi.no                           |
| Österreich (IFPI)                                                                            | —            | 3× Gold3   | Platin1        | —           | 125.000     | ifpi.at                           |
| Portugal (AFP)                                                                               | —            | Gold1      | —              | —           | 5.000       | Einzelnachweise                   |
| Schweden (IFPI)                                                                              | —            | 3× Gold3   | —              | —           | 105.000     | sverigetopplistan.se              |
| Schweiz (IFPI)                                                                               | —            | —          | Platin1        | —           | 50.000      | hitparade.ch                      |
| Spanien (Promusicae)                                                                         | —            | —          | 2× Platin2     | —           | 120.000     | elportaldemusica.es               |
| Südafrika (RISA)                                                                             | —            | —          | Platin1        | —           | 50.000      | Einzelnachweise                   |
| Vereinigte Staaten (RIAA)                                                                    | —            | 16× Gold16 | 108× Platin108 | 3× Diamant3 | 142.700.000 | riaa.com                          |
| Vereinigtes Königreich (BPI)                                                                 | 11× Silber11 | 6× Gold6   | 24× Platin24   | —           | 13.055.000  | bpi.co.uk                         |
| Insgesamt                                                                                    | 12× Silber12 | 80× Gold80 | 291× Platin291 | 3× Diamant3 |             |                                   |